# Amathina oyamai
Amathina oyamai is een slakkensoort uit de familie van de Amathinidae. De wetenschappelijke naam van de soort is voor het eerst geldig gepubliceerd in 1976 door Masuda & Noda.